# Najeeb Yakubu
Najeeb Yakubu (Acra, 1 de mayo de 2000) es un futbolista ghanés, nacionalizado nigerino, que juega como centrocampista en el Persijap Jepara.

## Trayectoria
En septiembre de 2018 firmó por el F. C. Vorskla Poltava de Ucrania. En cuatro temporadas disputó 62 partidos.
El 20 de abril de 2022, tras estallar la guerra entre Rusia y Ucrania, llegó al C. D. Lugo de España para entrenar con el primer equipo. En el mes de agosto se fue cedido al Ilves Tampere hasta junio de 2023.
En septiembre de 2024, una vez abandonó el equipo ucraniano, fichó por el F. C. Pristina kosovar. Allí estuvo una única temporada y en julio de 2025 se unió al Persijap Jepara.

## Selección nacional
Fue internacional con la selección de fútbol sub-17 de Ghana, y recibió la llamada para amistosos con la selección absoluta de Níger en marzo de 2022.

## Clubes
| Club                   | País      | Año       |
| ---------------------- | --------- | --------- |
| Niger Tornadoes        | Nigeria   | 2017-2018 |
| F. C. Vorskla Poltava  | Ucrania   | 2018-2024 |
| Ilves Tampere (cedido) | Finlandia | 2022-2023 |
| F. C. Pristina         | Kosovo    | 2024-2025 |
| Persijap Jepara        | Indonesia | 2025-     |

## Palmarés

### Títulos nacionales
| Título         | Club           | Sede   | Año  |
| -------------- | -------------- | ------ | ---- |
| Copa de Kosovo | F. C. Pristina | Kosovo | 2025 |